# 1886 en littérature
| Années de la littérature : 1883 - 1884 - 1885 - 1886 - 1887 - 1888 - 1889    |
| Décennies de la littérature : 1850 - 1860 - 1870 - 1880 - 1890 - 1900 - 1910 |

Cet article présente les faits marquants de l'année 1886 en littérature.

## Événements
- 18 septembre : Jean Moréas publie le "Manifeste du symbolisme" dans Le Figaro.
- Le philosophe allemand Friedrich Nietzsche publie Par delà le bien et le Mal.
- L'écrivain français Paul Claudel se convertit au catholicisme.
- Le terme sionisme est employé pour la première fois par Nathan Birnbaum, et va rentrer rapidement dans le langage courant.

## Presse
- Albert Mockel fonde la revue la Wallonie.
- José Batlle y Ordóñez fonde le journal El Día en Uruguay, avant de devenir, en 1903 puis à nouveau en 1911 Président de la république en Uruguay.

## Essais
- 14 avril : le journaliste Édouard Drumont (1844-1917) publie à compte d'auteur un pamphlet antisémite intitulé « La France juive »[1].
- C. Fouard, Saint Pierre, Libr. V. Lecoffre, Paris
- Publication de Psychopathia Sexualis de Richard von Krafft-Ebing, inventeur des termes masochisme et sadisme.
- Verdi : histoire anecdotique de sa vie et de ses œuvres, d'Arthur Pougin.

## Poésie
- Victor Hugo, La Fin de Satan (publication posthume)
- Arthur Rimbaud, Illuminations
- Le Prisme et la Révolte des fleurs de Sully Prudhomme.
- L'Imitation de Notre-Dame la Lune, de Jules Laforgue.

## Romans
- Octobre 1886-janvier 1887 : publication sous la forme de feuilleton dans le magazine The Graphic du roman d’aventures Elle d’Henry Rider Haggard, puis en volume à New York le 24 décembre 1886 et à Londres le 1er janvier 1887[2].
- La Mort d'Ivan Ilitch roman court de Léon Tolstoï ;
- Robert Louis Stevenson, L'Étrange Cas du docteur Jekyll et de M. Hyde, Enlevé !.
- Le Maire de Casterbridge, roman de Thomas Hardy.
- Les Bostoniennes et La Princesse Casamassima, de Henry James.
- Le Livre-Cœur, roman pour enfants de Edmondo De Amicis.
- Le Petit Lord Fauntleroy, roman pour enfant de Frances Hodgson Burnett.
- La Pêcheuse d'âmes, Die Seelenfängerin, roman érotique allemand de Leopold von Sacher-Masoch (traduit en français en 1889)[3].
- L’Ève future, roman d’anticipation et l’Amour suprême, recueil de contes de Villiers de L'Isle-Adam.
- L'Œuvre, d'Émile Zola.
- Le Désespéré, de Léon Bloy.
- Le Calvaire, d'Octave Mirbeau.
- Un billet de loterie et Robur le Conquérant, de Jules Verne.
- L'Insurgé, de Jules Vallès.
- Un crime d'amour, de Paul Bourget.
- Pêcheur d'Islande de Pierre Loti.

## Nouvelles
- La Petite Roque et Toine recueils de nouvelles de Guy de Maupassant.
- Nouvelles parues en 1886

## Pièces de théâtre
- La Puissance des ténèbres de Léon Tolstoï.

## Principales naissances
- 3 janvier : Ion Grămadă, écrivain roumain († 27 août 1917).
- 29 avril :  Sonoike Kinyuki, auteur japonais († 3 janvier 1974).
- 10 septembre : Hilda Doolittle, dite H.D., poétesse américaine († 27 septembre 1961).
- 3 octobre : Alain-Fournier, écrivain français († 22 septembre 1914).

## Principaux décès
- 15 mai : Emily Dickinson, poétesse américaine (° 10 décembre 1830).
- 2 juin : Alexandre Ostrovski, dramaturge russe, 63 ans (° 31 mars 1823).
- 30 juillet : Lydia Koidula, poétesse estonienne (° 12 décembre 1843).
- 2 novembre : Théodore Aubanel, poète et imprimeur français d'expression provençale (° 26 mars 1829).